# Svartfläckigt knölfly
Svartfläckigt knölfly, Protoschinia scutosa är en fjärilsart som först beskrevs av Michael Denis och Ignaz Schiffermüller 1775.  Svartfläckigt knölfly ingår i släktet Protoschinia, och familjen nattflyn, Noctuidae. Svartfläckigt knölfly är en migrerande art och förekommer alltså bara tillfälligt i Sverige och Finland. Inga underarter finns listade i Catalogue of Life.

## Bildgalleri

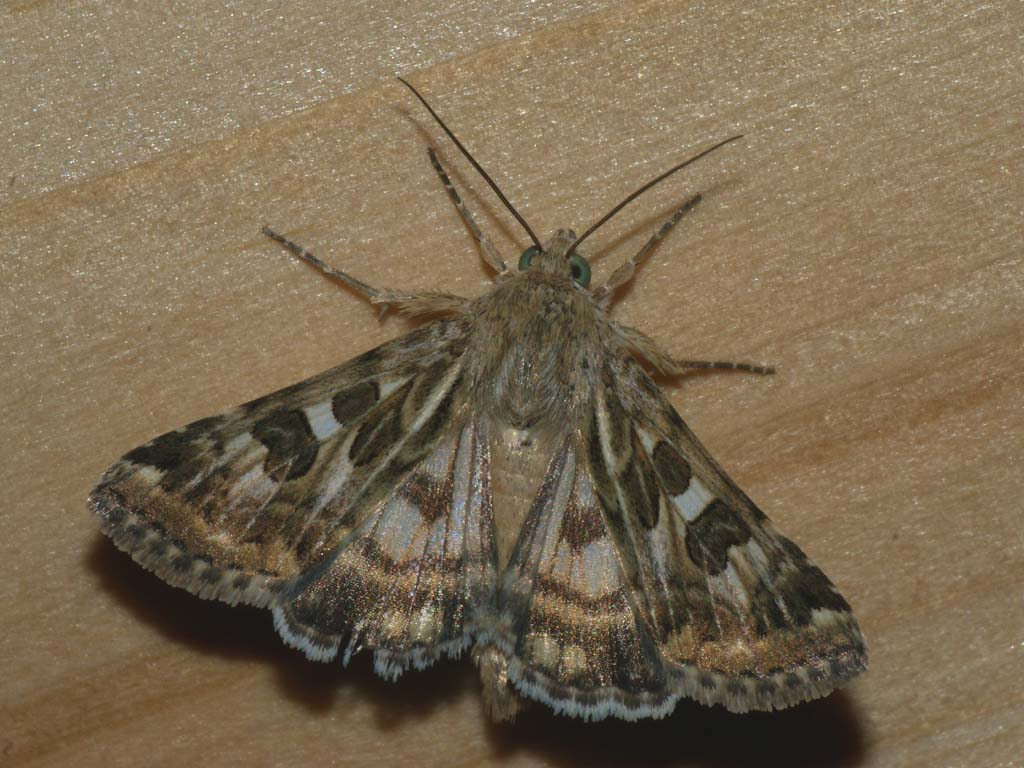
Imago fjäril
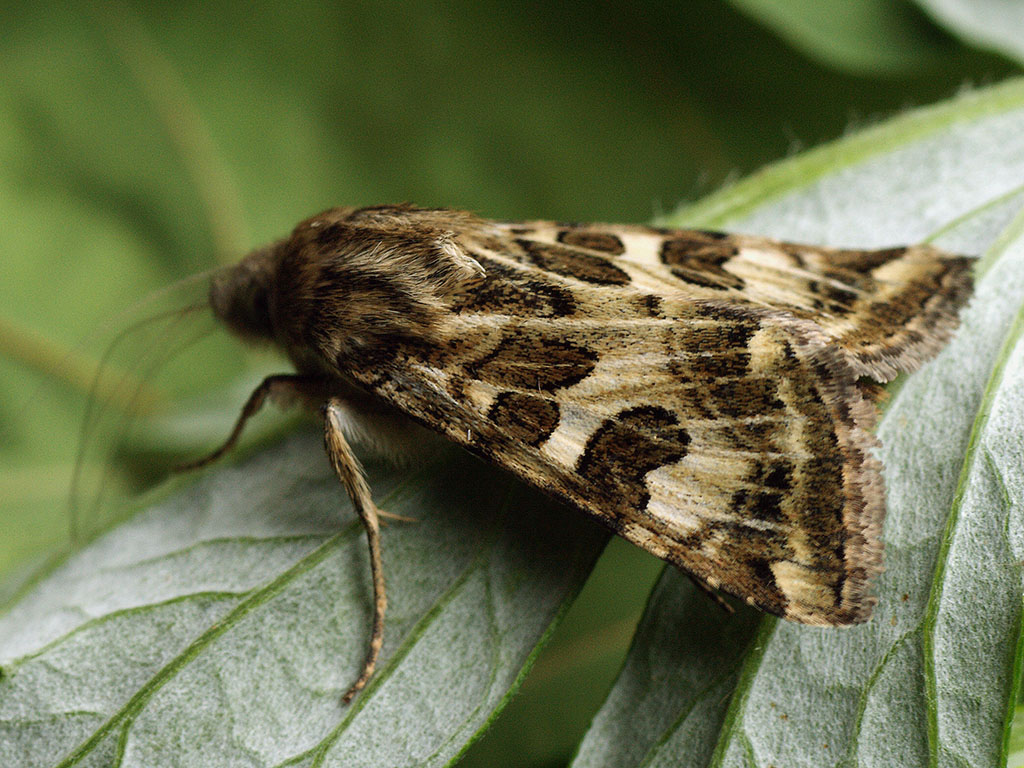
Imago fjäril
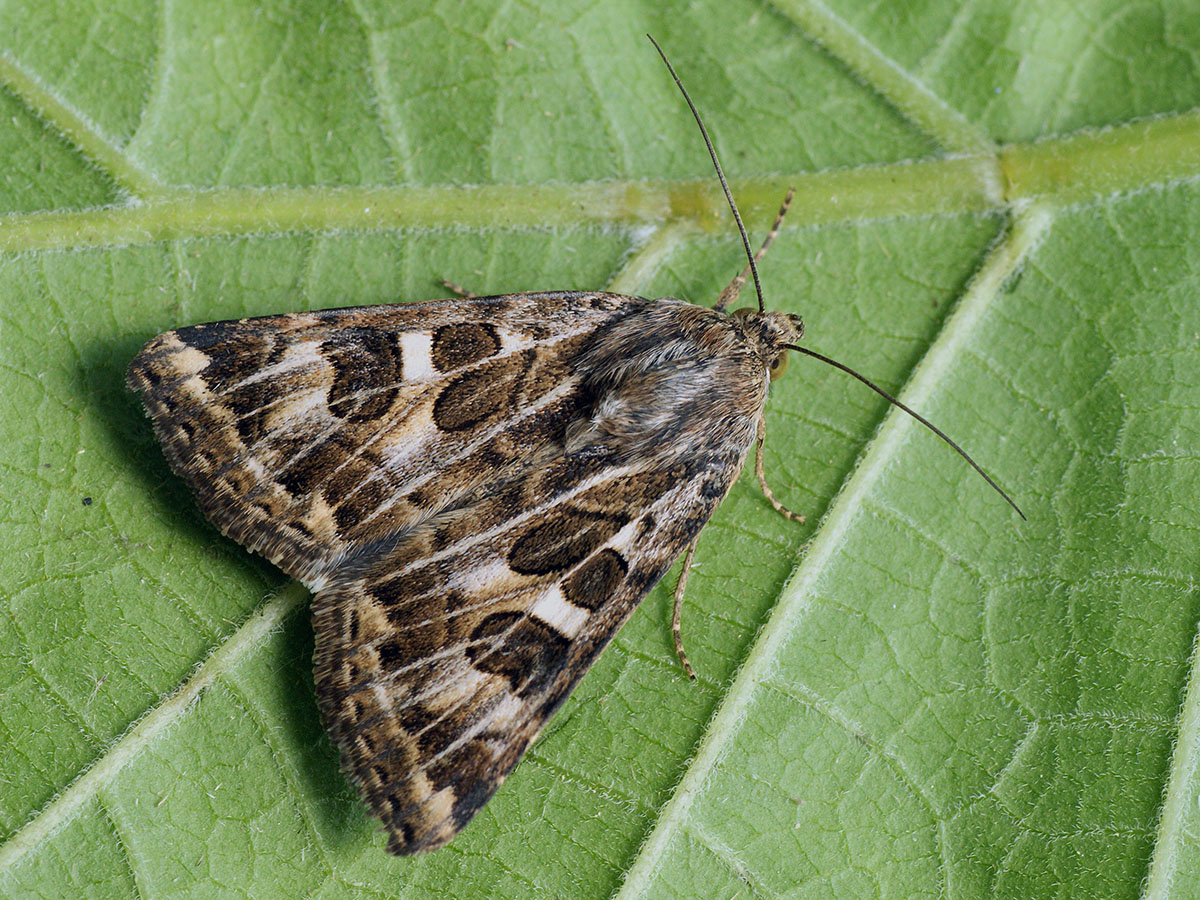
Imago fjäril
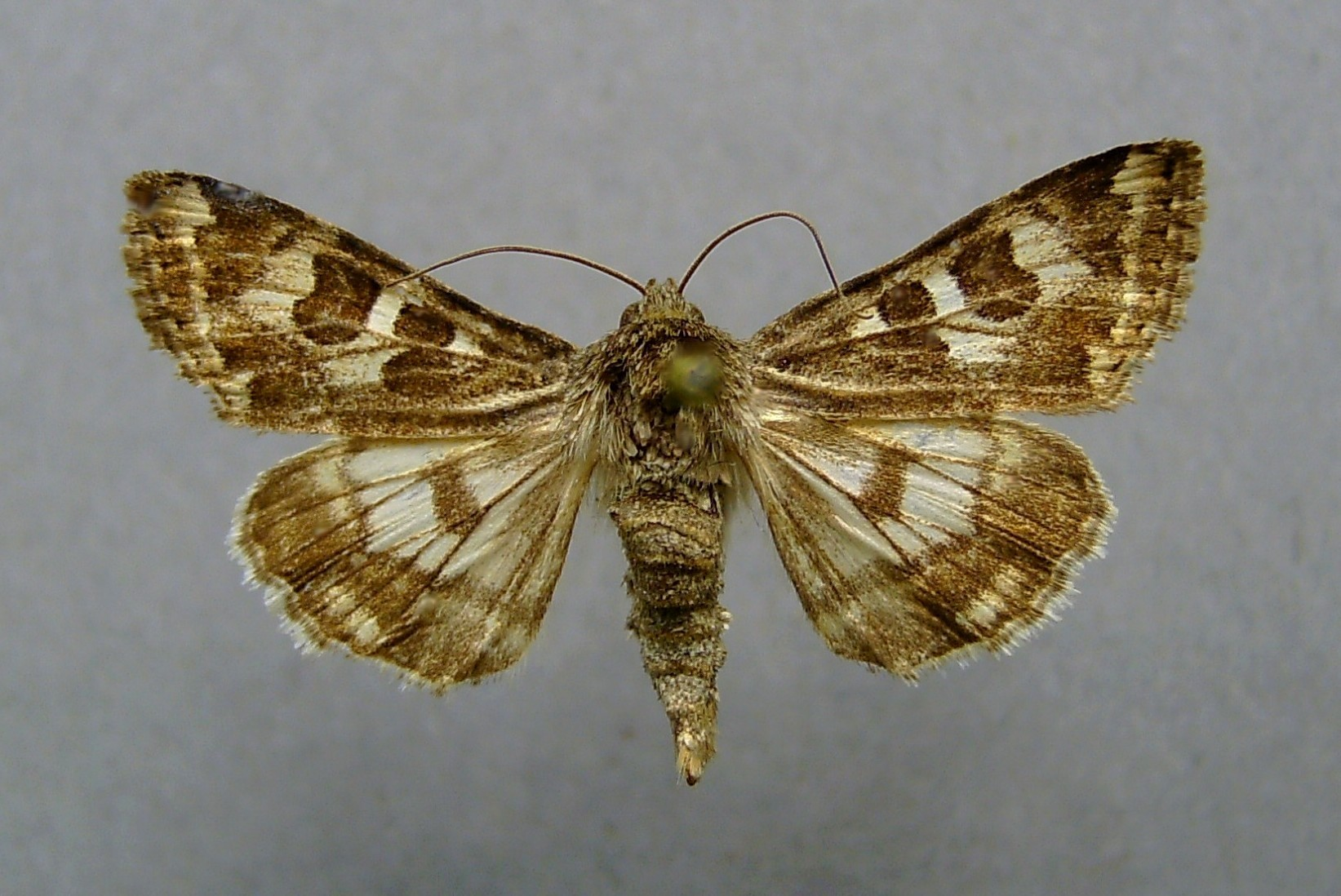
Preparerad (uppnålad) imago fjäril